# 詹姆斯·比约肯
詹姆斯·丹尼尔·比约肯（英語：James Daniel Bjorken，1934年6月22日—2024年8月6日），美国理论物理学家。比约肯是斯坦福线性加速器中心的荣誉退休教授，并且是费米国立加速器实验室理论部门的成员（1979年至1989年）。

## 生平
1956年，比约肯获得了麻省理工学院的物理学学士学位。1959年，他获得了斯坦福大学博士学位。1962年秋，他担任普林斯顿高等研究院的访问学者。

## 奖项和荣誉
他获得了丹尼·海涅曼数学物理奖（1972年），波梅兰丘克奖（2000年），ICTP狄拉克奖章（2004年），沃尔夫物理学奖（2015年）和EPS （页面存档备份，存于）高能和粒子物理学奖（2015年）。

## 出版物

### 书籍
- J.D. Bjorken, S. Drell. . McGraw-Hill. 1964. ISBN 0-07-005493-2.
- J.D. Bjorken, S. Drell. . McGraw-Hill. 1965. ISBN 0-07-005494-0.

### 部分论文
- J. D. Bjorken (1968). "Current Algebra at Small Distances", in Proceedings of the International School of Physics Enrico Fermi Course XLI, J. Steinberger, ed., Academic Press, New York, pp. 55–81.  Online, SLAC-PUB-338
- J.D. Bjorken. . Physical Review. 1969, 179 (5): 1547–1553. Bibcode:1969PhRv..179.1547B. doi:10.1103/PhysRev.179.1547.
- J.D. Bjorken. . FERMILAB-Pub-82/59-THY. 1982.

### 论文的完整列表
INSPIRE-HEP -- Bjorken